# アクロン (企業)

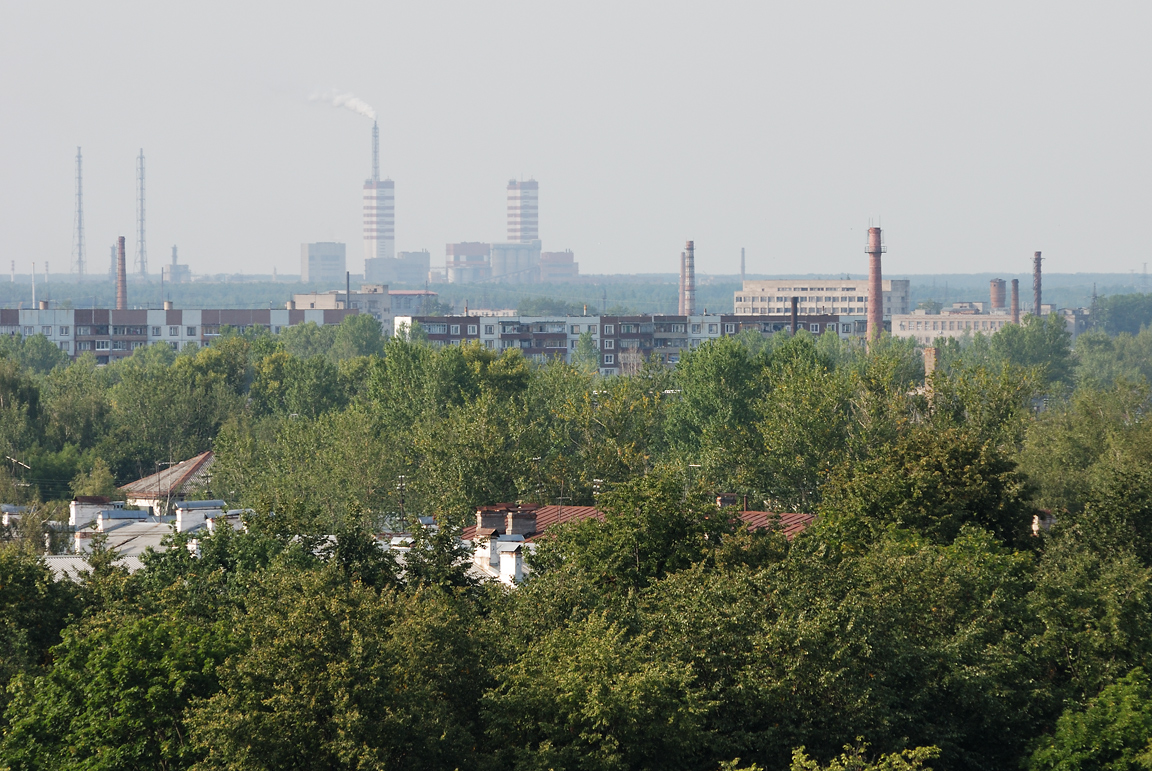
アクロン本社工場

アクロン（ロシア語: Акрон）は、ロシアのノヴゴロドに本社を置く化学メーカーである。ロシア取引システムとモスクワ銀行間通貨取引所に上場しており、コードはAKRNである。
主な製品は肥料であり、製品の70%が国外に輸出されている。ロシア国内で3位、ヨーロッパで4位の窒素肥料メーカーである。

## 歴史
前身となる公社は1961年設立。1992年に民営化され、株式会社として組織変更された。
2002年には中国に進出した。山東省に生産工場を持つ。